# Columbamina O-metiltransferasi
La columbamina O-metiltransferasi è un enzima appartenente alla classe delle transferasi, che catalizza la seguente reazione:
S-adenosil-L-metionina + columbamina ⇄ S-adenosil-L-omocisteina + palmatina
Il prodotto di questa reazione è un alcaloide protoberberina che è ampiamente distribuito nel regno delle piante. Questo enzima è diverso in specificità dalla 8-idrossiquercetina 8-O-metiltransferasi (numero EC 2.1.1.88). 